# Абецедарский, Лаврентий Семёнович
Лаврентий Семёнович Абецеда́рский (бел. Лаўрэнцій Сямёнавіч Абэцэдарскі; 12 июля 1916, Горки, Могилёвская губерния — 6 июля 1975, Минск) — белорусский советский историк, педагог. Доктор исторических наук (1966), профессор (1966). Член-корреспондент Академии педагогических наук СССР (1968).

## Биография
Родился в городе Горки Могилёвской губернии.
Участник Великой Отечественной войны. Награждён медалью «За боевые заслуги».
В 1946 году окончил исторический факультет Белорусского государственного университета. Работал в БГУ преподавателем, заведующим кафедрой истории СССР (1950—1958), заведующим кафедрой истории БССР (1958—1975).
В 1950 году защитил кандидатскую диссертацию по теме «Барацьба ўкраінскага і беларускага народаў за ўз’еднанне з Расіяй у сярэдзіне XVII века». В 1966 году — докторскую диссертацию («Борьба белорусского народа за соединение с Россией (Вторая половина XVI—XVII в.)»).

## Научная деятельность
В послевоенный период являлся создателем и лидером научной школы изучения досоветского периода истории Белоруссии. Изучал вопросы белорусско-русских социально-экономических, культурных и политических отношений второй половины XVI—XVII в., антифеодальную и национально-освободительную борьбу белорусского народа XVII в., русско-польскую войну 1654—1667 годов. Один из авторов двухтомной истории БССР, школьного учебника по истории Белоруссии.
Выступал критиком теории «золотого века» в истории ВКЛ (У святле неабвержных фактаў; Мінск, 1969).
Ввёл в научный оборот большой объём ранее не рассматриваемых исторических источников.
Автор около 50 научных и учебно-методических работ.

### Избранные труды
- Абэцэдарскі Л. С. Барацьба ўкраінскага і беларускага народаў за ўз’еднанне з Расіяй у сярэдзіне XVII века Архивная копия от 5 марта 2016 на Wayback Machine. — Мінск : Дзяржаўнае выдавецтва БССР, 1954. — 67 с.
- Абецедарский Л. С. Белорусы в Москве XVII в. Из истории русско-белорусских связей Архивная копия от 5 марта 2016 на Wayback Machine. — Минск : Издательство БГУ, 1957. — 62 с.
- Русско-белорусские связи : сборник документов : (1570—1667 гг.) / отв. ред. Л. С. Абецедарский, М. Я. Волков. — Минск : Высшая школа, 1963. — 534 с.
- Абэцэдарскі Л. С. У святле неабвержных фактаў. — Мінск : Голас Радзімы, 1969. — 111 с.
- Абецедарский Л. С. Белоруссия и Россия : Очерки русско-белорусских связей второй половины XVI—XVII вв. — Минск : Вышэйшая школа, 1978. — 255 с.

Один из авторов учебных пособий и учебника для средних школ «История БССР» (Мн., пособие : 1960—1974; учебник : 1975—1987); двухтомной (1954—1961) и пятитомной (1972—1975) «Гісторыі Беларускай ССР», «Гісторыі Мінска» (1957), «Беларускай Савецкай Энцыклапедыі» (1969―1975).
Под редакцией Л. С. Абецедарского вышли пособия для школ «Старонкі нашай гісторыі : кніга для чытання па гісторыі БССР у пачатковай школе» (Вольски В. Ф.; 1969) и «Тэрміны, імёны, даты : школьны гістарычны слоўнік» (Сувораў Ю. М.; 1971).